# Т
(Т, т, مائل: Т, т) هو حرف في الأبجدية السيريلية وهو مطابق للحرف اللاتيني T. يقابل هذا الحرف بالعربية الحرف ت ويشابهه في النطق، عدا عندما يسبقه حرف ь أو أي حرف تذوقي أخر فإنه ينطق حينها «تي» . الحرف الصغير بخط اليد يكتب على الهيئة т وهي مشابهه للحرف اللاتيني M بهيئته الصغيرة.
ينحدر هذا الحرف من الحرف اليوناني تاو.